# Андюз (сеньория)
Сеньория Андюз (фр. Anduze, окс. Andusa) — феодальное владение в Южной Франции, располагавшееся в современном французском департаменте Гард. Первоначально находилось на территории графства Юзес.

## История
Основателем рода сеньоров Андюза был Бернар I Пеле (ум. после 20 октября 1020). Продолжателем этой династии был его сын от второго брака Бермонд I де Сов (ум. 22 сентября 1041/1054), хотя Бернар также имел потомков от первого брака. Сыном Бермонда I был Бермонд II де Сов (ум. после 1054). Он стал первым достоверно известным сеньором Андюза.
Ему наследовал сын Пьер Бермонд III (ум. после 27 июня 1078), который в свою очередь передал графство сыну Бернару II (ум. после 19 июля 1077). Следующим сеньором был сын Бернара II Раймунд (ум. после 19 июля 1077).
Вероятно, следующие три сеньора были связаны друг с другом, а также были потомками Бернара I, так как они также происходили из дома де Сов. Можно установить, что сеньоры Андюза Бермонд IV Пеле (ум. после июля 1120), Бернар II (ум. после 19 июля 1077) и Эльзар де Сов (ум. после 1168) правили между сеньором Раймундом и Бернаром IV д’Андюз (ум. ок. 1223).
Бернар IV передал сеньорию Андюз своему старшему сыну Пьеру Бермонду V (ум. после конца 1115), а тому в свою очередь наследовал его сын Пьер Бермонд VI (ум. после 18 октября 1254). О последующих сеньорах Андюза не оставлено никаких упоминаний.

## Список сеньоров Андюза
- ?—после 20 октября 1020 : Бернар I Пеле (ум. после 20 октября 1020)
- после 20 октября 1020—22 сентября 1041/1054 : Бермонд I де Сов (ум. 22 сентября 1041/1054), сын предыдущего
- 22 сентября 1041/1054—после 1054 : Бермонд II (ум. после 1054), сын предыдущего
- после 1054—после 27 июня 1078 : Пьер Бермонд III де Сов (ум. после 27 июня 1078), сын предыдущего
- после 27 июня 1078—после 19 июля 1077 : Бернар II (ум. после 19 июля 1077), сын предыдущего
- после 19 июля 1077—после 19 июля 1077 : Раймунд (ум. после 19 июля 1077)
- после 19 июля 1077—после июля 1120 : Бермонд IV Пеле (ум. после июля 1120)
- после июля 1120—после 1162 : Бернар III (ум. после 1162)
- после 1162—после 1168 : Эльзар де Сов (ум. после 1168)
- после 1168—ок. 1223 : Бернар IV (ум. ок. 1223)
- ок. 1223—после конца 1215 : Пьер Бермонд V (ум. после конца 1215), сын предыдущего
- конец 1215—после 18 октября 1254 : Пьер Бермонд VI (ум. после 18 октября 1254), сын предыдущего